# Guajeru
Guajeru là một đô thị thuộc bang Bahia, Brasil. Đô thị này có diện tích 643,439 km², dân số năm 2007 là 7224 người, mật độ 11,23 người/km².